# 燃料ペレット

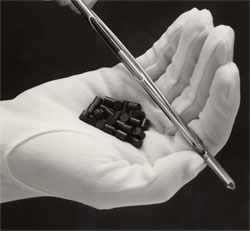
燃料ペレット

燃料ペレット（ねんりょうペレット、燃料心材、英語：fuel pellet）とは、原子炉で使用する核燃料を、磁器のように成形し焼き固めたセラミックで、原子炉の5重の壁の一つ目の要素である。

## 概要
最も一般的な形状は、高さ1 cm、直径1 cm弱の黒色の円柱型のもので、原子炉によっては、中央が中空になっているペレットもある。使用されるウランは、天然ウランか低濃縮ウランのいずれかで、日本では低濃縮ウランが使用されている。
ウラン金属は、融点が1,132 ℃であるため高温を伴う原子炉では容易に溶けてしまうばかりでなく、およそ670 ℃で結晶構造が変化し膨張してしまうなどの欠点を有する。そこで、ウランの酸化物を粉末状にした上で成型し、磁器のように焼き固める（焼結）ことで、融点を2,700～2,800 ℃程度まで高めている。
燃料ペレットには、核分裂によって生成した放射性同位体（核分裂生成物）を内部に保持する能力がある。核分裂生成物の蓄積により燃料ペレットの体積は増加する。この体積増加をスエリングという。特にキセノンやクリプトンなどの気体核分裂生成物によるスエリングをガススエリングという。気体核分裂生成物は結晶粒内を拡散し、結晶粒界で気泡となる。この気泡がガススエリングの原因である。結晶粒が大きいほど、気体核分裂生成物が結晶粒界に到達するまでに時間がかかり、その結果、ガススエリングは軽減される。結晶粒を大きくする方法としては、アルミナやシリカの添加が検討されている。またスエリングにより、ペレットと被覆管が接触して被覆管の健全性を損ねる可能性があるため、成型時に円柱型の燃料の底面に窪みをつける（ディッシュ）や、角をとる（チャンファ）ことが行われている。
燃料ペレットは燃料被覆管の中に入れて燃料棒にする前に、外観、寸法、ウラン濃縮度、化学成分、不純物、密度等を検査し、検査に合格したものだけが使用される。

## 種類
使用されるウラン化合物（セラミック）には、次の3種類がある。

### 炭化ウラン
炭化ウラン（UC）は核燃料であるウランを多く含み、熱伝導率も良いため、燃料ペレットとしては優秀である。しかし、活性であるため化学反応を起こしやすい。また、水と触れても化学反応を起こしてしまうため、安全上の配慮から軽水炉では使用されていない。また、高速炉で被覆管として使用されるステンレス鋼に炭素が移行する（浸炭現象）を起こす欠点がある。

### 窒化ウラン
窒化ウラン（UN）も炭化ウランと同様、ウランを多く含み熱伝導率も良い反面、活性で化学反応を起こしやすく、水と触れても化学反応を起こしてしまうため軽水炉では使用されていない。また、N14の吸収断面積が大きく、（n,β）反応でC14を生成する欠点がある。

### 二酸化ウラン
二酸化ウラン（UO2）は炭化ウランよりもウランの含有量が少なく熱伝導率も劣るが、不活性であるため化学反応を起こしにくく、軽水炉を含む多くの原子炉で使用されている。ただし、熱伝導率が上記の金属ウラン、炭化ウラン等と比べて非常に低く、常温で10W/mK, 1,000℃で4W/mK程度である。これは、酸化ウランの熱伝導がフォノン（格子振動）を媒介とするものであるためである。なお、金属ウラン等は電子を媒介とする熱伝導であるため、熱伝導率が300℃で44W/mK、1,000℃で28W/mKと非常に大きい。